# Duckow
Duckow est une ancienne commune rurale allemande de l'arrondissement du Plateau des lacs mecklembourgeois au sud-est de Malchin.

## Géographie
Duckow se trouve à trois kilomètres au sud-est de Malchin. L'autoroute fédérale 110 en provenance de Lübeck traverse la commune au nord, ainsi que la rivière Ostpeene. Outre le village de Duckow, la commune englobe le hameau de Pinnow.

## Histoire
le village a été mentionné, sous le nom de Ducove, pour la première fois en 1226. Il appartient à l'abbaye de Dargun. Le domaine a été ensuite pendant des siècles en possession de la famille von Maltzahn. De nombreux domaines des Maltzahn au bord de la Peene orientale formaient une exclave poméranienne dans le grand-duché de Mecklembourg-Schwerin. Ces villages ont été intégrés en 1937 du district de Demmin au district de Malchin. 

## Manoir de Duckow
Le modeste manoir de Duckow, qui a été construit au début du XIXe siècle, a l'aspect d'une longue ferme mecklembourgoise avec toit mansardé à pans coupés.

## Manoir de Pinnow
Le manoir de Pinnow, auquel on accède par une allée de tilleuls, a été construit à la fin du XVIIIe siècle par la famille von Maltzahn. C'est un corps de logis légèrement surélevé à un étage supérieur avec un toit à la Mansart, remanié en 1830. Une grande fenêtre en demi-cercle avec des ferronneries de fonte éclaire le milieu de la façade au-dessus de l'entrée d'honneur. Du côté du parc, un double escalier donne accès au jardin et au domaine. C'est ici que mourut en 1868 le baron Karl von Maltzahn, célèbre éleveur de chevaux. Le domaine a été nationalisé en 1945, comme toutes les propriétés privées d'Allemagne de l'Est. Il a été racheté en 1995 par un descendant, le baron Hans Albrecht von Maltzahn, qui a rénové le manoir. Le club de polo du Mecklembourg y abrite son siège.
La maison de la garde (Kavalierhaus), vaste maison de briques mansardée du XVIIIe siècle, appartient au manoir.